# Loch Langavat (Süd-Harris)
Loch Langavat, schottisch-gälisch Loch Langabhat, ist ein Süßwassersee auf der schottischen Hebrideninsel Lewis and Harris. Er ist einer von vier Seen dieses Namens auf der Doppelinsel (siehe auch Loch Langavat (Begriffsklärung)).
Die Bezeichnung Langavat leitet sich aus den altnordischen Wörtern lang und vatn ab und bedeutet „Langer See“. Sie entstammt der Zeit der Wikingerbesiedlung der Hebriden.
Nahe dem Nordufer befindet sich eine 12,5 Meter durchmessende, runde Insel, die möglicherweise künstlich ist. Sie war über einen 18 Meter langen und 1,5 Meter breiten, heute unterhalb des Wasserspiegels liegenden Damm mit dem Ufer verbunden. Auf der Insel finden sich die stark ruinösen Überreste eines Brochs oder Duns, der möglicherweise auf die Eisenzeit datiert.

## Geographie
Der See liegt rund sieben Kilometer nördlich der Südspitze von Harris etwa drei Kilometer nordöstlich von Leverburgh. Auf Harris gelegen, gehörte Loch Langavat historisch zur traditionellen Grafschaft Inverness-shire. Heute ist Harris Teil der Council Area Äußere Hebriden. Im äußerst dünnbesiedelten Inselinneren gelegen, sind die Ufer Loch Langavats nicht besiedelt.

## Beschreibung
Der langgezogene, schmale See liegt auf einer Höhe von 44 Metern über dem Meeresspiegel. Loch Langavat besitzt eine Länge von etwas mehr als 4,2 Kilometern bei einer maximalen Breite von etwa 800 Metern, woraus ein Uferumfang von zwölf Kilometern sowie eine Fläche von 143 Hektar resultieren.
Verschiedene kleine Bäche speisen das Volumen von 10.666.910 Kubikmetern. Das Einzugsgebiet von Loch Langavat beträgt 720 Hektar. Loch Langavat weist eine mittlere Tiefe von 7,5 Metern auf. Er entwässert über einen kleinen Bach über Loch na Moracha und Loch Steisevat bei Leverburgh in den Nordatlantik.